# IF Stadion Brøndby
L'IF Stadion est un club de handball basé à Brøndby, près de Copenhague au Danemark.

## Palmarès
- Championnat du Danemark (2) : 1971/72, 1972/73